# Epopeya (Editorial Novaro)
Epopeya fue una revista de historietas publicada por SEA/Editorial Novaro desde 1958, con 299 números ordinarios y 4 especiales. Estaba dedicada a la narración histórica.

## Creación y trayectoria editorial
Epopeya forma parte de una primera hornada de cómics de producción autóctona y finalidad didáctica con las que Novaro vino a completar el resto de sus colecciones, compuestas mayormente de traducciones de material estadounidense de evasión: Vidas Ejemplares (1954), Vidas Ilustres (1956), Leyendas de América (1956), Tesoro de Cuentos Clásicos (1957), Aventuras de la vida real (1957) y Lectura para Todos (1959).
| Número | Fecha      | Título                    | Guionista      | Dibujante       | Precio facial en pesos |
| ------ | ---------- | ------------------------- | -------------- | --------------- | ---------------------- |
| 001    | 01/06/1958 | Los niños héroes          |                |                 |                        |
| 002    | 01/07/1958 | La batalla de Lepanto     | Dolores Castro | Antonio Cardoso | 1                      |
| 003    |            | El ataque de los samuráis |                |                 |                        |